# NASCAR Craftsman Truck Series de 2005
A Temporada da NASCAR Craftsman Truck Series de 2005 foi a 11º edição da NASCAR Camping World Truck Series, com 26 etapas disputadas o campeão foi Ted Musgrave.